# The Black Cat Neighbourhood
The Black Cat Neighbourhood en español: ‘El gato negro del vecindario’ es el álbum debut de la cantante danesa Fallulah, publicado el 20 de agosto de 2010. Este álbum para ser el primer álbum de Fallulah, tiene una tonalidad muy buena con un estilo Pop, Indie y Folk. Fue grabado en Nuevo México.
En el primer año de venta de dicho álbum obtuvo muy buenas críticas, según Fallulah. Las canciones y la tonalidad de ellas, salían del amor que siente de una persona a otra mutuamente, para desahogar sentimientos y tristezas del corazón.
El álbum tuvo mucha popularidad en sus dos semanas de que haya salido a la venta y tuvo un muy buen posicionamiento discográfico.
El álbum debutó en el puesto 17 en la lista de los mejores álbumes , el 19 de septiembre de 2010. Casi un año después el 21 de enero de 2011 ganó y quedó el álbum en noveno lugar, probablemente debido a un rendimiento de   Fallulah en P3 Guld, una semana antes fue en donde ganó el premio P3 y lo ganó con la canción "Bridges". Posteriormente, el álbum logró un tercer puesto en las listas de los álbumes más comprados y escuchados, ya que a finales de septiembre de 2011, fue certificado platino por 20.000 copias vendidas, con una popularidad muy elevada. 

## Antecedentes
Este es el álbum debut de la cantante Danesa Fallulah dicho álbum comenzó todo en el año de 2009 cuando, Fallulah lanzó su primer single "I Lad My Head" que meses después escribiría y lanzaría a la venta su otro single "Bridges" que serían los más populares del momento ya que ambos singles de caracterizaban por su buena tonalidad y música.

## Sencillos
En 2009 se lanzó el primer sencillo "I Lay My Head" que no se tenía previsto que fuera a ser tan popular ya que su tonalidad es muy pegajosa siendo una canción no muy movida, pero en tan solo 3 semanas era el sencillo más comprado en Itunes Store de Dinamarca y en Google Play Music en el resto del mundo.
Meses después el segundo Sencillo que cuyo nombre es "Bridges" fue aún más popular que su antecesor "I Lay My Head" y recién salió a la venta a la primera semana era de los sencillos más comprados de Itunes Store de Dinamarca, según los críticos fue uno de los sencillos más relevantes en la música pop del momento.

## Recepción
The Black Cat Neighbourhood. Debutó en el 2010 posicionándose rápidamente en el Billboard 200 de Dinamarca con 20,000 copias en la segunda semana, convirtiéndose rápidamente en la sensación del momento en ese entonces y posicionado en Top 3 de álbumes más escuchados. En el resto del mundo el álbum en algunos países estuvo posicionado entre los mejores álbumes de ese entonces.

## Cronología de sencillos
1.-"I Lay My Head"
...Lanzado: 28 de agosto de 2009
2.-"Give Us a Little Love"
...Lanzado: 15 de octubre de 2010
3.-"Bridges"
...Lanzado: 25 de enero de 2010
4.-"Out of It"
...Lanzado: 31 de diciembre de 2010

## Lista de canciones
Todas las canciones escritas y compuestas por Maria Apetri. 
| Edición europea |                                      |          |  |
| N.º             | Título                               | Duración |  |
| 1.              | «Only Human»                         | 3:32     |  |
| 2.              | «Hey You»                            | 2:27     |  |
| 3.              | «Bridges»                            | 3:03     |  |
| 4.              | «Use It for Good»                    | 3:40     |  |
| 5.              | «Out of It»                          | 3:40     |  |
| 6.              | «You Don't Care»                     | 3:03     |  |
| 7.              | «Work Song»                          | 2:50     |  |
| 8.              | «I Lay My Head»                      | 3:16     |  |
| 9.              | «The Black Cat Neighbourhood»        | 3:11     |  |
| 10.             | «Give Us a Little Love»              | 3:45     |  |
| 11.             | «Hold Your Horses»                   | 2:22     |  |
| 12.             | «Back and Forth»                     | 3:07     |  |
| 13.             | «New York, You're My Concrete Lover» | 3:01     |  |
| 14.             | «Wailing» (pista oculta)             | 2:02     |  |
| 41:18           |                                      |          |  |

## Clasificaciones[9]
| Clasificación (2011) | Posición del Álbum |
| -------------------- | ------------------ |
| Danish Albums Charts | 3                  |